# Karl Sack (Jurist)

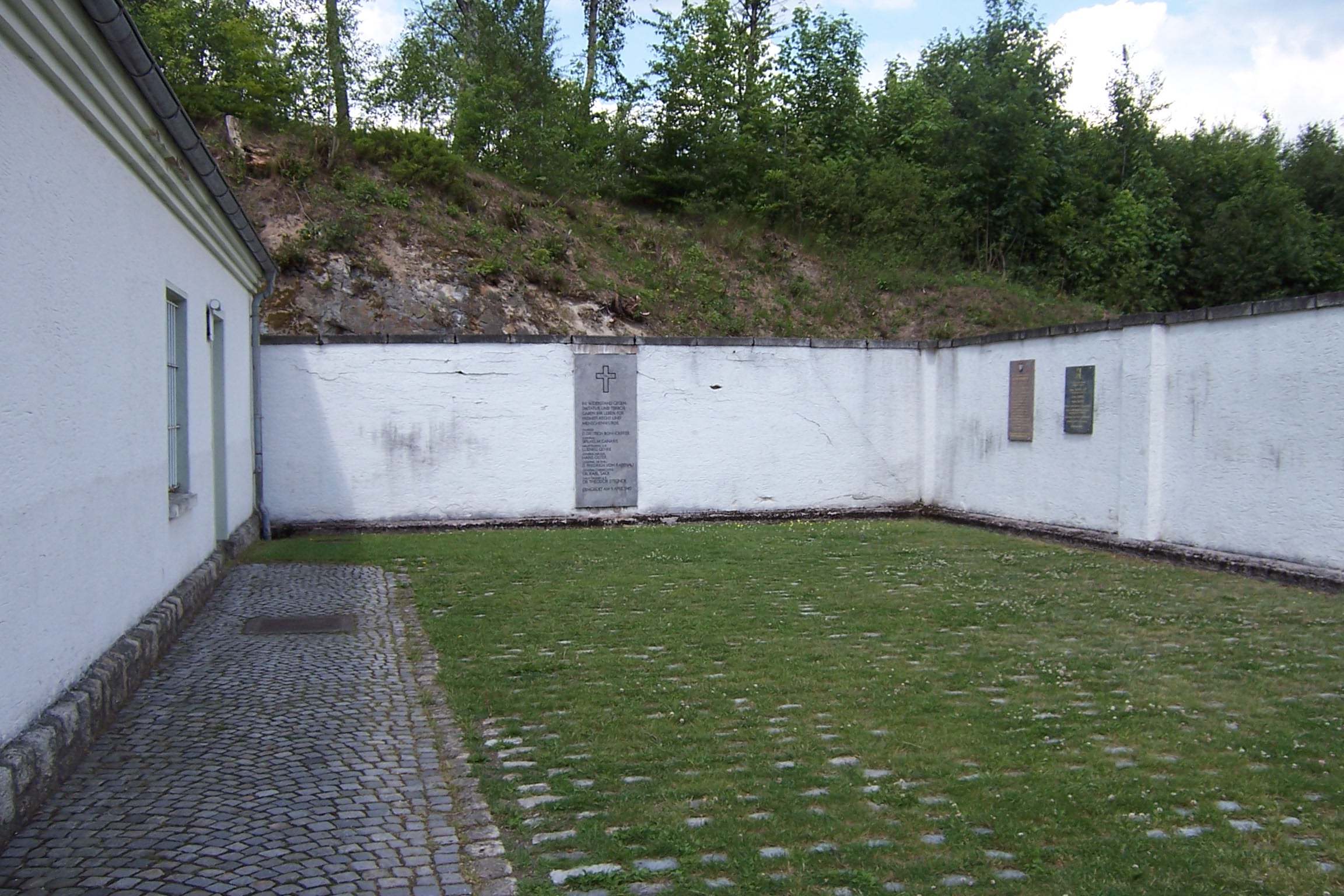
Die Hinrichtungsstelle Sacks: der Hof des Arrestblocks im KZ Flossenbürg

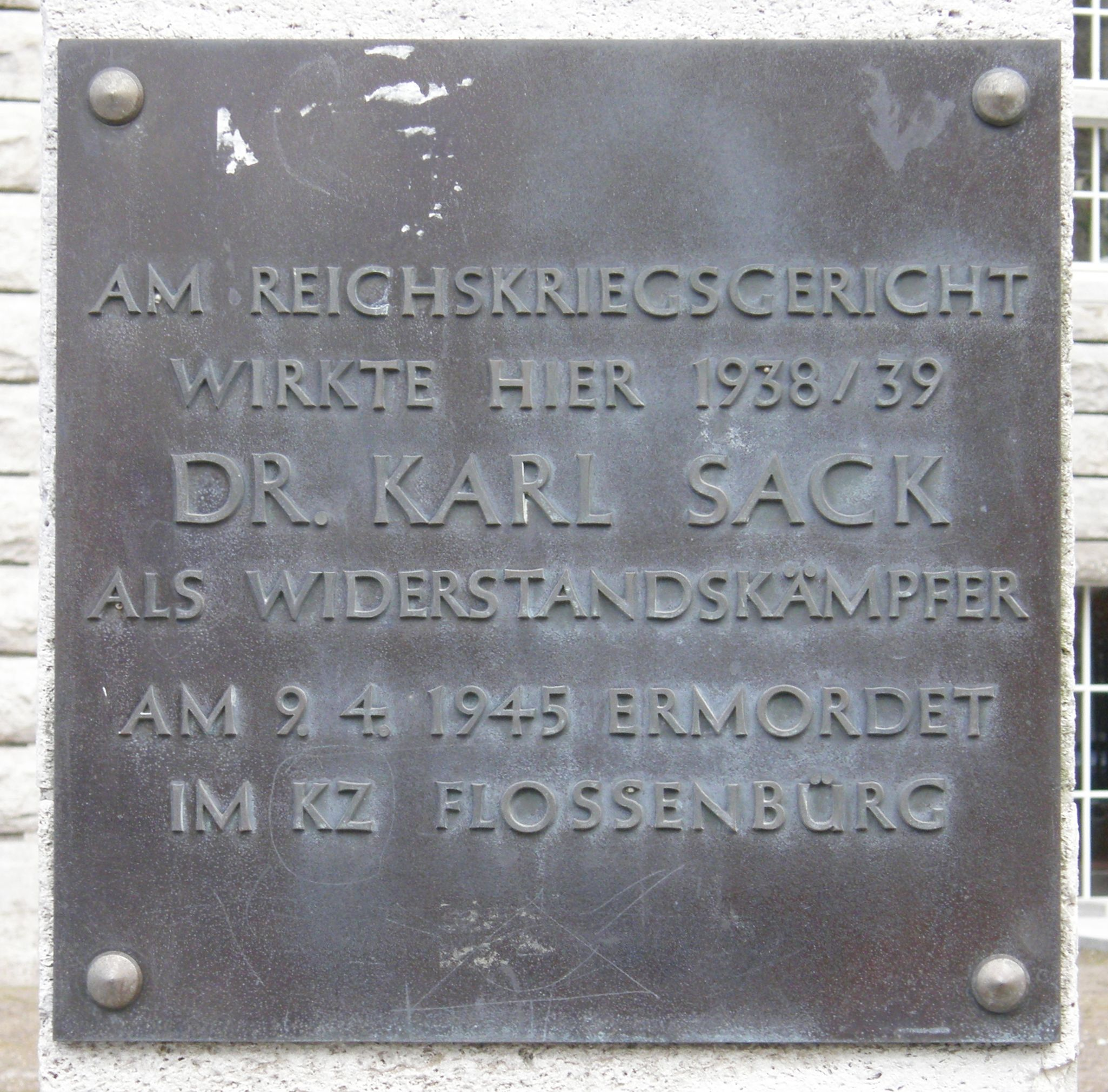
Gedenktafel für Karl Sack am ehemaligen Reichskriegsgericht

Karl Sack (* 9. Juni 1896 in Bosenheim; † 9. April 1945 im KZ Flossenbürg) war ein deutscher Jurist und Widerstandskämpfer gegen den Nationalsozialismus.

## Leben
Karl Sack war das zweite Kind einer protestantischen Pfarrersfamilie. Nach dem Besuch des Gymnasiums studierte Sack unter anderem in Heidelberg Jura, wo er 1913 Mitglied der Burschenschaft Vineta wurde.
Bei Ausbruch des Ersten Weltkriegs meldete er sich freiwillig zum Ersatzbataillon des 5. Großherzoglich Hessischen Infanterie-Regiments Nr. 168 in Offenbach am Main. An der Front wurde er mehrfach verwundet und 1915, nachdem er einen Offizierslehrgang absolviert hatte, zum Leutnant der Reserve befördert. Im weiteren Kriegsverlauf kämpfte Sack sowohl an der Ost- als auch an der Westfront. Weitere schwere Verletzungen führten dazu, dass er am 22. September 1918 aus dem Militärdienst entlassen wurde.
Sack nahm dann das durch den Kriegsausbruch unterbrochene Studium wieder auf und legte 1920 an der Landesuniversität Gießen sein erstes Staatsexamen ab. Unmittelbar nachdem er im Oktober 1922 seine zweite Staatsprüfung erfolgreich abgelegt hatte, heiratete er Wilhelmine, geborene Weber. Aus der Ehe gingen zwei Söhne hervor. Beruflich wurde er zunächst Hilfs-Richter beim Amtsgericht Gießen und beim Amtsgericht Ober-Ingelheim. Im Februar 1926 wechselte er an das Amtsgericht Schlitz, wo er zwei Monate später zum Oberamtsrichter ernannt wurde. 1930 erfolgte die Ernennung zum Landgerichtsrat beim Landgericht Mainz.
1927 war er Mitglied der nationalliberalen Deutschen Volkspartei (DVP). Nach der Machtübernahme der NSDAP trat er in den Bund Nationalsozialistischer Deutscher Juristen (BNSDJ) ein.
Nach einer Tätigkeit als Amtsrichter wechselte Sack am 1. Oktober 1934 zur neu eingerichteten Militärjustiz. Er stieg dort bis zum Richter am Reichskriegsgericht auf und war als Reichskriegsgerichtsrat am Senat für Hoch- und Landesverratssachen. In dieser Funktion war Sack zwischen März 1938 und Oktober 1939 an 14 Verurteilungen wegen Landesverrats beteiligt, die alle mit einem Todesurteil endeten. Außerdem war er während der Blomberg-Fritsch-Krise mit dem Verfahren gegen den von der Gestapo der Homosexualität beschuldigten Chef der Heeresleitung Werner von Fritsch befasst und konnte belegen, dass die erhobenen Anschuldigungen ohne Grundlage waren.
Mit Beginn des Überfalls auf Polen im September 1939 wurde Sack auf eigenen Wunsch vom Reichskriegsgericht abberufen und als Rechtsberater des Oberbefehlshabers Gerd von Rundstedt zur Heeresgruppe Süd versetzt. Im Sommer 1941 kehrte er nach Berlin zurück und wurde Gruppenleiter in der Wehrmacht-Rechtsabteilung (WR) der Justizdienststelle des Oberkommandos der Wehrmacht (OKW). Dort war er für die Beobachtung der Rechtsprechung in der Wehrmacht und der Überprüfung von Urteilen zuständig.
Am 1. Oktober 1942 wurde Sack als Nachfolger Otto Neumanns Chef der Heeresrechtsabteilung im Oberkommando des Heeres (OKH). Mit der Beförderung zum Ministerialdirektor wurde er dem Amtschef des Allgemeinen Heeresamtes Friedrich Olbricht unterstellt. Am 1. August 1944 wurde er zum Generalstabsrichter befördert.
Während des Zweiten Weltkrieges kam Sack in Kontakt zu den Widerstandskreisen in Abwehr und Wehrmacht. In seiner Funktion als Richter soll er die strafrechtliche Verfolgung unterschiedlicher Regimegegner vereitelt haben. Der spätere CSU-Mitgründer Josef Müller beispielsweise berichtet in seinen Erinnerungen, dass Sack wohl die Unterlagen für seine Anklage verbrannt und das Verschwinden der Unterlagen einem Luftangriff zugeschoben hatte. Eine ähnliche Schilderung ergibt sich im Fall des Hauptmanns Hermann Göckeritz, dessen Verfahren wegen Landesverrats im Juni 1944 eingestellt wurde, nachdem Sack die Unterlagen als verbrannt gemeldet hatte.
Die Verschwörer des 20. Juli 1944, in deren Pläne er eingeweiht war, hatten ihn bei einem Gelingen des Umsturzes als Reichsjustizminister vorgesehen. Nach dem Scheitern des Attentats und des Umsturzversuchs wurde Karl Sack am 8. September 1944 durch den Chef der Gestapo, SS-Gruppenführer Heinrich Müller, verhaftet. Inhaftiert wurde er in der Gestapo-Zentrale in der Prinz-Albrecht-Straße in Berlin.
Am 5. Februar 1945 wurde Sack mit anderen ins KZ Flossenbürg transportiert. Am 8. April 1945 verhandelte das SS-Standgericht unter dem Vorsitzenden Otto Thorbeck und dem Ankläger Walter Huppenkothen. Die Angeklagten, neben Sack Wilhelm Canaris, Dietrich Bonhoeffer, Ludwig Gehre und Hans Oster, wurden wegen Hoch- und Kriegsverrats zum Tode verurteilt und am 9. April gehängt. Die Toten wurden im Krematorium verbrannt und deren Asche verstreut.
Thorbeck und Huppenkothen wurden nach dem Ende des NS-Regimes in der Bundesrepublik Deutschland wegen Beihilfe zum Mord angeklagt. Thorbeck wurde vom Bundesgerichtshof 1956 freigesprochen, obwohl es sich um einen reinen Schauprozess gehandelt hatte. Selbst nach den Gesetzen des NS-Staates war dieses SS-Standgericht rechtswidrig. Nach der Kriegsstrafverfahrensordnung (KStVO) war für die Angeklagten ein Kriegsgericht zuständig, da es sich nicht um SS-Angehörige handelte. Ebenso war kein Standgericht möglich, da dieses nur für eben begangene Straftaten zuständig war, deren sofortige Aburteilung zur Aufrechterhaltung von Ordnung und Sicherheit der Truppe notwendig gewesen wäre. Ferner lagen noch die folgenden Verfahrensfehler vor: keine militärischen Richter, falscher Gerichtsort, keine Verteidiger, keine Bestätigung und Überprüfung der Urteile.
Im Jahre 1984 wurde Karl Sack durch Anbringung einer Bronzetafel im ehemaligen Reichskriegsgericht in Berlin-Charlottenburg als Widerstandskämpfer geehrt. Diese Ehrung war heftig umstritten, da er eine weitreichende Auslegung des Straftatbestands der Fahnenflucht befürwortet hatte.
In Bosenheim, einem Stadtteil von Bad Kreuznach, im Butzbacher Stadtteil Nieder-Weisel und in Gießen wurde ihm zu Ehren jeweils eine Straße benannt.